# Cheiracanthium gou
Cheiracanthium gou es una especie de araña araneomorfa del género Cheiracanthium, familia Cheiracanthiidae. Fue descrita científicamente por gou Yu & Li en 2020.
Habita en China.